# Federaal Departement van Milieu, Verkeer, Energie en Communicatie
Het Federaal Departement van Milieu, Verkeer, Energie en Communicatie (Duits: Eidgenössisches Departement für Umwelt, Verkehr, Energie und Kommunikation (UVEK), Frans: Département fédéral de l'Environnement, des Transports, de l'Energie et de la Communication (DETEC), Italiaans: Dipartimento federale dell'ambiente, dei trasporti, dell'energia e delle comunicazioni (DATEC) is een van de zeven federale departementen in Zwitserland.
Het huidige hoofd van het Federaal Departement van Milieu, Verkeer, Energie en Communicatie is Bondsraadlid Albert Rösti.

## Benaming
Sinds de oprichting van het departement in 1848 kende het volgende benamingen:
| Periode    | Benaming                                                            |
| ---------- | ------------------------------------------------------------------- |
| 1848-1859  | Departement van Posterijen en Constructie                           |
| 1860-1872  | Departement van Posterijen                                          |
| 1873-1878  | Departement van Posterijen en Telegrafie                            |
| 1879-1962  | Departement van Posterijen en Spoorwegen                            |
| 1963-1978  | Departement van Departement van Transport, Communicatie en Energie  |
| 1979-1997  | Federaal Departement van Transport, Communicatie en Energie         |
| 1998-heden | Federaal Departement van Milieu, Transport, Communicatie en Energie |

## Departementshoofden
De volgende leden van de Bondsraad waren hoofd van het Federaal Departement van Milieu, Verkeer, Energie en Communicatie:
| Periode    | Hoofd                      |
| ---------- | -------------------------- |
| 1848-1852  | Wilhelm Matthias Naeff     |
| 1853-1854  | Martin Josef Munzinger     |
| 1855-1865  | Wilhelm Matthias Naeff     |
| 1867       | Jakob Dubs                 |
| 1868       | Jean-Jacques Challet-Venel |
| 1869       | Jakob Dubs                 |
| 1870-1872  | Jean-Jacques Challet-Venel |
| 1873-1875  | Eugène Borel               |
| 1876       | Joachim Heer               |
| 1877-1879  | Emil Welti                 |
| 1880-1881  | Simeon Bavier              |
| 1882-1883  | Emil Welti                 |
| 1884       | Adolf Deucher              |
| 1885-1891  | Emil Welti                 |
| 1892-1901  | Josef Zemp                 |
| 1902       | Robert Comtesse            |
| 1903-1907  | Josef Zemp                 |
| 1908-1911  | Ludwig Forrer              |
| 1912       | Robert Comtesse            |
| 1912       | Louis Perrier              |
| 1911-1917  | Ludwig Forrer              |
| 1918-1929  | Robert Haab                |
| 1930-1940  | Marcel Pilet-Golaz         |
| 1940-1950  | Enrico Celio               |
| 1950-1954  | Josef Escher               |
| 1955-1959  | Giuseppe Lepori            |
| 1960-1965  | Willy Spühler              |
| 1966-1968  | Rudolf Gnägi               |
| 1968-1973  | Roger Bonvin               |
| 1974-1979  | Willy Ritschard            |
| 1980-1987  | Leon Schlumpf              |
| 1988-1995  | Adolf Ogi                  |
| 1995-2010  | Moritz Leuenberger         |
| 2010-2018  | Doris Leuthard             |
| 2019-2022  | Simonetta Sommaruga        |
| 2023-heden | Albert Rösti               |